# Matilda av Anjou
Matilda av Anjou, född cirka 1111, död 1154, var en engelsk kronprinsessa och hertiginna av Normandie 1119-1120, och senare fransk abbedissa. Hon var först gift med Englands tronarvinge William Adelin. Efter hans död blev hon abbedissa i det franska Fontevraudklostret. 

## Biografi
Matilda var dotter till kung Fulko av Jerusalem, greve av Anjou, och Ermengard av Maine. Hon var född som Isabelle eller Alice, men bytte namn till Matilda då hon gifte sig med William Adelin vid åtta års ålder i juni 1119, precis som hennes svärmor Edith av Skottland hade gjort då hon gifte sig. Hon blev genom äktenskapet både Englands kronprinsessa och hertiginna av Normandie. 
Den 25 november 1120 reste paret med sitt hov från Normandie till England på två skepp. William seglade på det berömda Vita skeppet, som sjönk och därmed förorsakade en tronkris i England som ledde till ett inbördeskrig. Matilda färdades på det andra skeppet, som inte sjönk. Hon överlevde därför och återvände till Frankrike. Hon valde att inte gifta sig en gång till, utan att bli nunna i Fontevraudklostret. Då Fontevrauds första abbedissa Petronille de Chemillé avled 1149 efterträdde Matilda henne som abbedissa.   